# Классика Гамбурга
Ваттенфаль Классик (нем. Vattenfall Cyclassics, официально нем. EuroEyes Cyclassics) — ежегодная шоссейная классическая однодневная велогонка, проходящая по немецкому городу Гамбургу и его окрестностям.

## История

### HEW Cyclassics

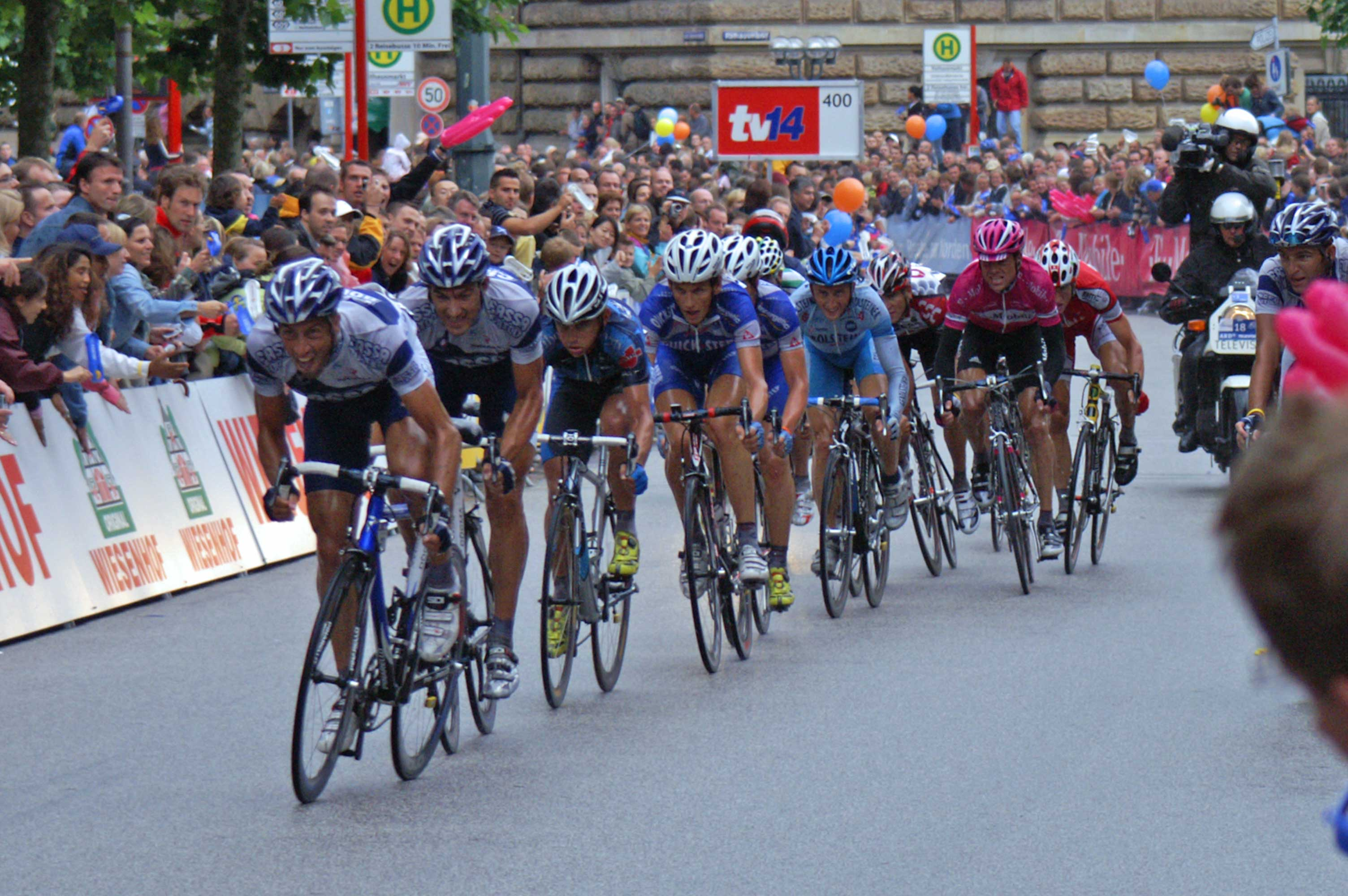
На финише десятого издания 2005 года, где победил итальянец Филиппо Поццато

Впервые малозаметная гонка была поведена в 1996 году, имея категорию 1.5, самую низкую среди профессиональных гонок. Её дистанция была самой короткой, всего 160 км, и выиграл итальянец Россано Брази. Именовалась она тогда HEW Cyclassics, по названию гамбургской энергетической компании «Hamburgische Electricitäts-Werke». В 1997 году среди толп фанатов победу одержал Ян Ульрих, спустя две недели после победы на Тур де Франс, и гонка быстро приобрела престиж.
С ростом популярности велоспорта в Германии в 1990-х годах, в 1998 году гонка стала частью Мирового шоссейного кубка UCI, который является одной из десяти самых высокодоступных гонок на велосипеде. Она заменила Уинкатон Классик, единственную британскую классику велоспорта, в качестве седьмого этапа Кубка мира. Дистанция была увеличена до 253 км.
В 2001 году победителем HEW Cyclassics стал немец Эрик Цабель. В 2002 году бельгийский специалист классик Йохан Мюзеу выиграв спринт из группы в десять человек, одержал свою одиннадцатую и последнюю победу на этапах Мирового шоссейного кубка UCI.

### Vattenfall Cyclassics

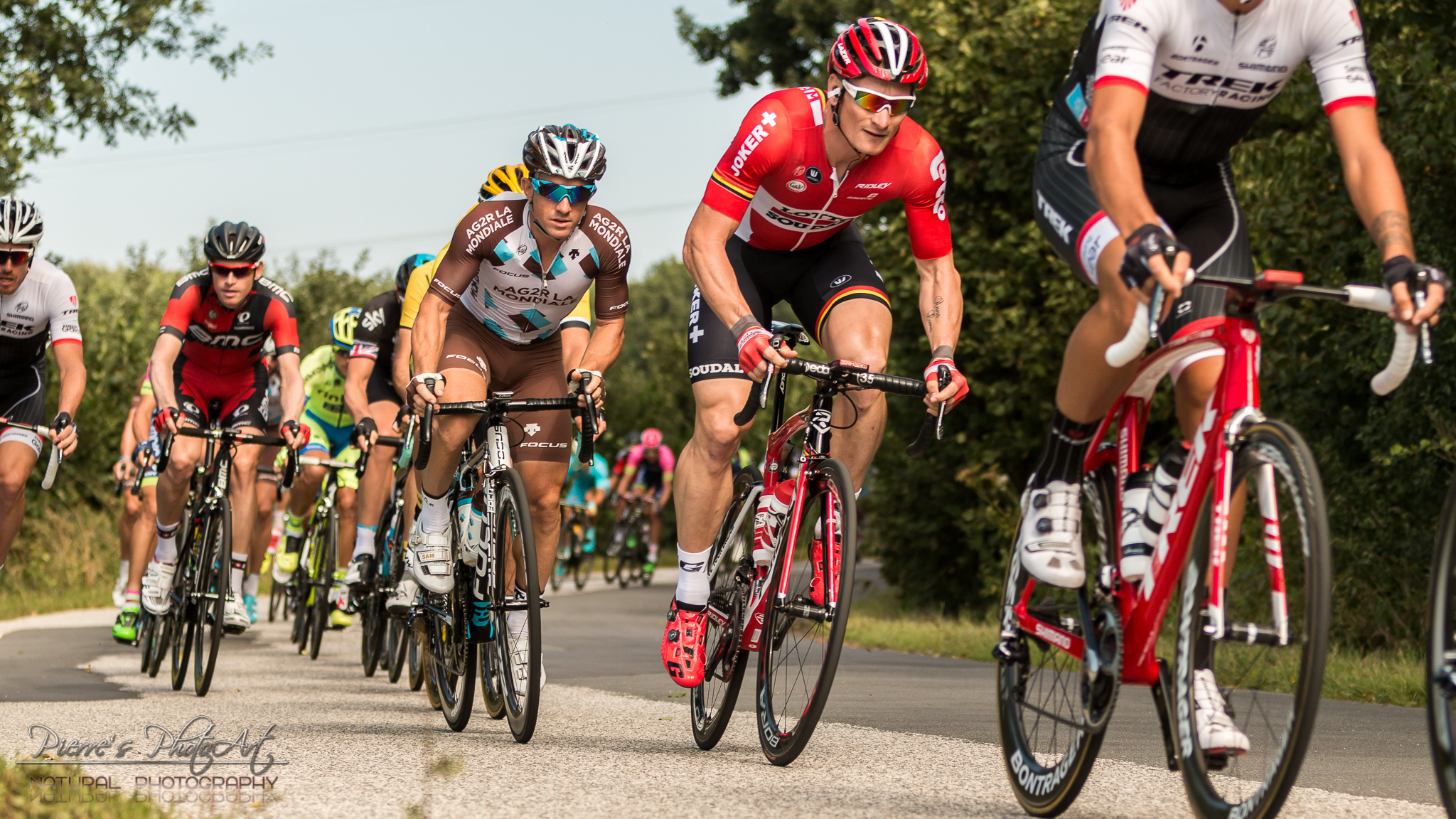
Андре Грайпель (в красном) во время Vattenfall Cyclassics 2015

В 2002 году спонсор гонки «Hamburgische Electricitäts-Werke» был поглощён шведским энергетическим гигантом «Vattenfall», и предприятие было реорганизовано в «Vattenfall Europe Hamburg» — с 2006 года гонка стала называться Vattenfall Cyclassics. В 2005 году гонка была включена в календарь ПроТур UCI, преемника Кубка мира. После исчезновения Тура Германии в 2009 году она оставалась единственной немецкой велогонкой самого высокого международного уровня. С 2011 года является частью Мирового тура UCI. В 2012 году UCI продлил лицензию World Tour гонки как минимум до 2016 года.
Из-за своего в основном равнинного профиля, гонка считается соревнованием спринтеров и закончилась массовым спринтом без перерыва с 2004 года. Некоторые из лучших спринтеров своего поколения, в том числе Робби Макьюэн, Оскар Фрейре, Александр Кристофф и Андре Грайпель становились одними из победителей гонки. Американский спринтер Тайлер Фаррар, победив в 2009 и 2010 годов, стал первым двукратным победителем гонки.
Гонка 2013 года была встречена яростными протестами, не связанными с гонкой. Жители Гамбурга были расстроены экологической политикой Vattenfall и его попытками приобрести право собственности на местную электросеть.

### EuroEyes Cyclassics
В 2015 году было объявлено, что Vattenfall не будет больше поддерживать партнёрские отношения с Hamburg Cyclassics, что вынудило организаторов искать нового спонсора, который предоставит приблизительно 800 000 евро, что составляет треть бюджета гонки. С 2016 года новым титульным спонсором является EuroEyes, крупный немецкий поставщик лазерной техники для операций на глазах.

## Организация
Гонка организована IRONMAN Unlimited Events Germany GmbH, которая также организует ежегодный Велотон Берлин.
Важной частью Ваттенфаль Классик являются любительские велогонки — Jedermannrennen («Гонка каждого»). Желающие могут посоревноваться на дистанциях 55, 100 и 155 километров и проводимое в тот же день и на тех же трассах, что и профессиональная гонка. К старту допускаются тысячи велосипедистов, но количество участников ограничено, поэтому билеты бронируются за несколько месяцев до гонки.

## Маршрут

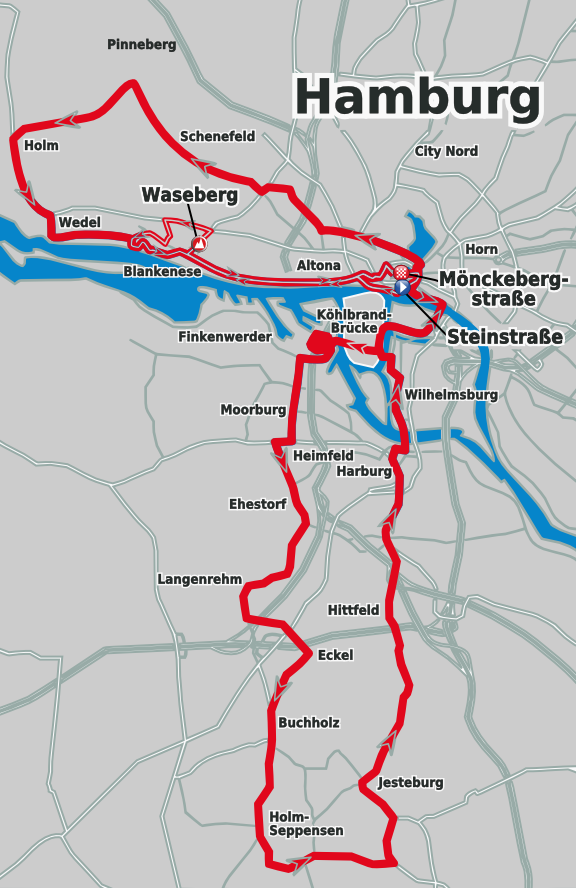
Маршрут гонки 2011 года

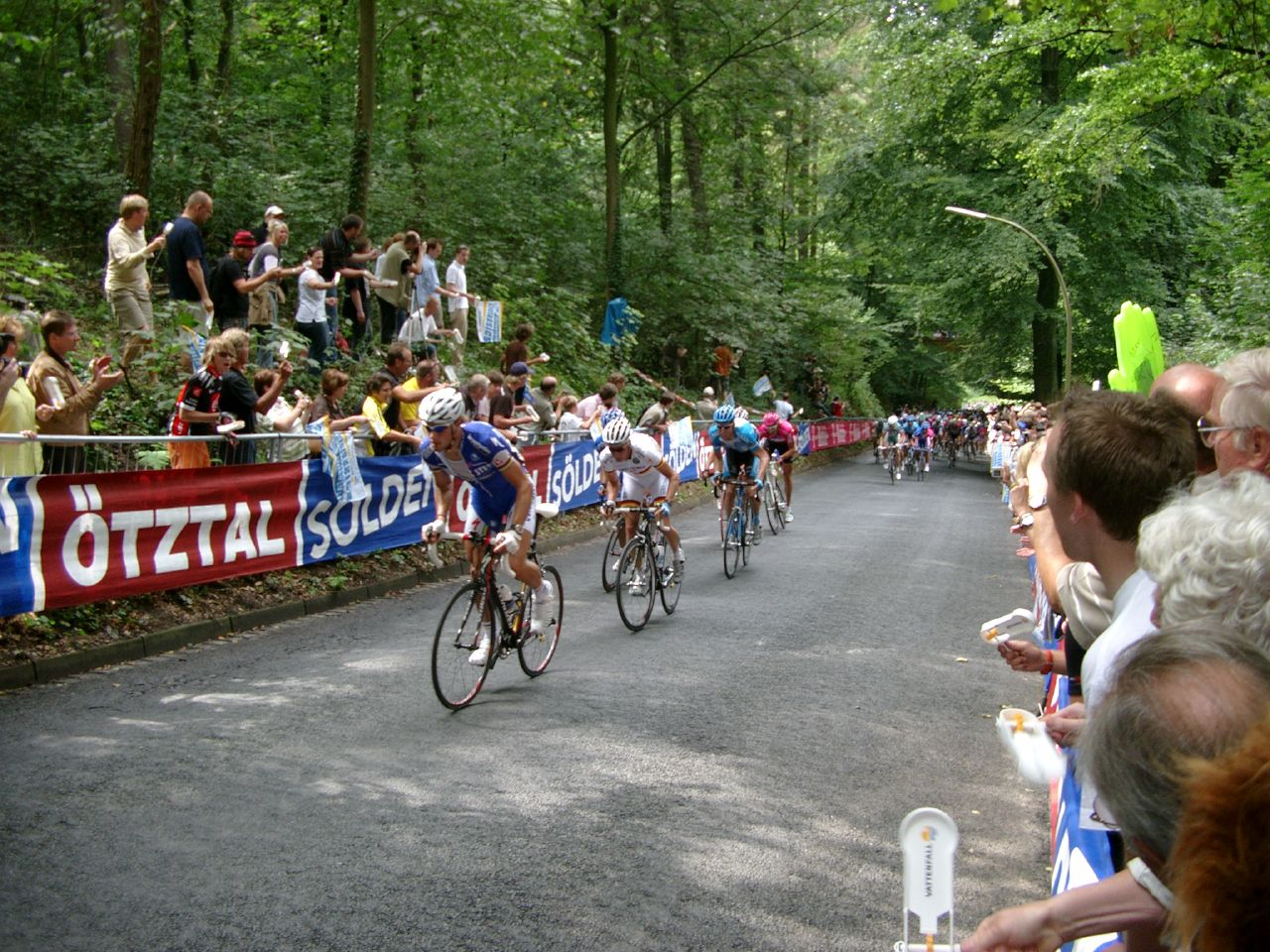
Том Боонен и Фабиан Вегман поднимаются на Васеберг в 2007 году

Гонка обычно начинается на Штейнштрассе в Гамбурге-Альтштадте и заканчивается на Мёнкебергштрассе, знаменитой торговой улице Гамбурга в оживленном коммерческом районе города. Расстояние варьируется от 225—255 км по преимущественно равнинной местности во внутренних районах Гамбурга. Маршрут гонки каждый год претерпевает некоторые изменения, но финишная локация осталась неизменной.
Самая значительная сложность маршрута — холм Васеберг в Бланкенезе, пригородном квартале Альтона, к западу от центра Гамбурга. Финал гонки состоит из трёх небольших кругов к западу от Гамбурга, на котором расположен Васеберг — в 69, 28 и 15,5 километрах до финиша соответственно.
Васеберг — это крутой асфальтированный холм, идущий от северного берега реки Эльбы до пригородного центра Бланкенезе. Его длина составляет 700 м с максимальным градиентом 16 %. Это особенно сложно, так как поъём начинается сразу после крутого извилистогос пуска. Когда команды пытаются расположить своих капитанов впереди пелотона, гонщики часто яростно устремляются по узким дорогам ведущим к подножию подъёма. Маршрут также включает в себя Кёльбрандбрюкке — самый высокий подвесной мост Гамбурга.
С 2005 по 2014 гг. первая половина маршрута состояла из южной петли в направлении Люнебургской пустоши в Нижней Саксонии, а затем возвращалась в центр Гамбурга и разветвлялась на западную петлю.
В 2015 году организаторы сменили маршрут, чтобы отпраздновать двадцатое издание гонки. TГонка началась в Киле, в 90 км к северу от Гамбурга, на западном берегу Балтийского моря, а затем направилась на юго-запад в Гамбург, пересекая Шлезвиг-Гольштейн. Общее расстояние было сокращено до 222 километров, но последний заход в Гамбург с тремя подъёмами на Васеберг и финиш на Мёнкебергштрассе остался прежним. Маршрут из Киля в Гамбург был также выбран для продвижения совместной заявки городов на проведение летних Олимпийских игр 2024 года.
Директор гонки Роланд Хофер сказал о маршруте следующее:

Хотя профиль гонки может показаться более подходящим для спринтеров, в конечном итоге её могут выиграть все типы великих гонщиков, и именно такая гонка нужна для хорошо сбалансированного мира. Турнир […] Мировое турне прибыло в Германию в разгар «возрождения» немецкого велоспорта, когда последние успехи омолаживают интерес страны к спорту после неудачи в прошлые, страдающие от допинга годы…
Оригинальный текст (англ.)Although the race profile may appear more suitable for sprinters, it can ultimately be won by all types of great riders, and it is exactly this kind of race that is needed for a well-balanced World Tour event [...] The World Tour came to Germany in the midst of a "renaissance" of German cycling, with the latest successes rejuvenating the country's interest in the sport after a setback during the past, doping stricken years...

## Призёры
| Год                   | Победитель            | Второй                | Третий              |          |
| --------------------- | --------------------- | --------------------- | ------------------- | -------- |
| HEW Cyclassics        |                       |                       |                     |          |
| 1996                  | Россано Брази         | Берт Диц              | Штеффен Рейн        |          |
| 1997                  | Ян Ульрих             | Вилфрид Петерс        | Йенс Хеппнер        |          |
| 1998                  | Леон Ван Бон          | Микеле Бартоли        | Людо Дирксенс       |          |
| 1999                  | Мирко Челестино       | Рафаэль Шведа         | Роман Вайнштейн     |          |
| 2000                  | Габриэле Миссалья     | Франческо Казагранде  | Фабио Бальдато      |          |
| 2001                  | Эрик Цабель           | Роман Вайнштейн       | Эрик Деккер         |          |
| 2002                  | Йохан Мюзеув          | Игор Астарлоа         | Давиде Ребеллин     |          |
| 2003                  | Паоло Беттини         | Давиде Ребеллин       | Ян Ульрих           |          |
| 2004                  | Стюарт О’Грэйди       | Паоло Беттини         | Игор Астарлоа       |          |
| 2005                  | Филиппо Поццато       | Лука Паолини          | Аллан Дэвис         |          |
| Vattenfall Cyclassics |                       |                       |                     |          |
| 2006                  | Оскар Фрейре          | Эрик Цабель           | Филиппо Поццато     |          |
| 2007                  | Алессандро Баллан     | Оскар Фрейре          | Геральд Циолек      |          |
| 2008                  | Робби Макьюэн         | Марк Реншоу           | Аллан Дэвис         |          |
| 2009                  | Тайлер Фаррар         | Матти Брешель         | Геральд Циолек      |          |
| 2010                  | Тайлер Фаррар         | Эдвальд Боассон Хаген | Андре Грайпель      |          |
| 2011                  | Эдвальд Боассон Хаген | Геральд Циолек        | Борут Божич         |          |
| 2012                  | Арно Демар            | Андре Грайпель        | Джакомо Ниццоло     |          |
| 2013                  | Джон Дегенкольб       | Андре Грайпель        | Александер Кристофф |          |
| 2014                  | Александер Кристофф   | Джакомо Ниццоло       | Саймон Герранс      |          |
| 2015                  | Андре Грайпель        | Александер Кристофф   | Джакомо Ниццоло     |          |
| EuroEyes Cyclassics   |                       |                       |                     |          |
| 2016                  | Калеб Юэн             | Джон Дегенкольб       | Джакомо Ниццоло     |          |
| 2017                  | Элиа Вивиани          | Арно Демар            | Дилан Груневеген    |          |
| 2018                  | Элиа Вивиани          | Арно Демар            | Александер Кристофф |          |
| 2019                  | Элиа Вивиани          | Калеб Юэн             | Джакомо Ниццоло     |          |
| 2020                  | отменено              | отменено              | отменено            | отменено |
| 2021                  | отменено              | отменено              | отменено            | отменено |
| 2022                  | Марко Халлер          | Ваут Ван Арт          | Квинтен Херманс     |          |
| 2023                  | Мадс Педерсен         | Данни Ван Поппель     | Элиа Вивиани        |          |
| 2024                  | Улав Коэй             | Джонатан Милан        | Биньям Гирмай       |          |
| 2025                  |                       |                       |                     |          |

## Рекорд побед

### По странам
| Побед | Страна                                   |
| ----- | ---------------------------------------- |
| 8     | Италия                                   |
| 4     | Германия                                 |
| 3     | Австралия                                |
| 2     | Норвегия · США                           |
| 1     | Бельгия · Франция · Нидерланды · Испания |